# Nazionale A di rugby a 15 dell'Inghilterra
La Nazionale A di rugby a 15 dell'Inghilterra, inizialmente nota come Inghilterra XV, poi Inghilterra B ed Emerging England e più recentemente, dal 2006, England Saxons, è la seconda selezione nazionale maschile di rugby a 15 dell'Inghilterra, sotto la giurisdizione della Rugby Football Union. 
La selezione rappresentava l'Inghilterra in Churchill Cup, una competizione organizzata dall'International Rugby Board (oggi World Rugby, organo di governo del rugby a 15 a livello mondiale) che la vedeva opposta alle nazionali maggiori di Canada e Stati Uniti, le tre squadre che partecipavano regolarmente al torneo, più ad altre rappresentative invitate di edizione in edizione come: le nazionali “A” di Argentina, Irlanda, Scozia, nonché i New Zealand Māori e le nazionali maggiori di Georgia, Russia, Tonga e Uruguay.
L'England Saxons svolge un ruolo chiave nello sviluppo dei talenti emergenti, consentendo ai giocatori di acquisire esperienza in un ambiente internazionale e di poter dimostrare di avere la capacità per giocare al livello della Nazionale maggiore inglese, in vista di un approdo futuro.
La selezione è composta da giocatori che abbiano fra i loro trisavoli almeno uno di origine inglese.
La squadra partecipò dal 2003 al 2011 a tutte e 9 le edizioni della Churchill Cup, vincendo la competizione 6 volte nel: 2003, 2005, 2007, 2008, 2010 e 2011, anno della soppressione del torneo.
Negli anni 2000 L'Inghilterra A e, poi, England Saxons, partecipò al Sei Nazioni di categoria, per le nazionali “A”, fino a diventare qualche partita sporadica, due partite ogni stagione, disputate negli stessi fine settimana delle partite del Sei Nazioni. Dal 2006, gli avversari degli inglesi sono stati Irlanda A, poi Ireland Wolfhounds, e Scozia A.
Nel luglio 2013 la selezione si reca in tour in Giappone, al seguito della Nazionale maggiore in tour in Australasia, per disputare una serie di due match contro la Nazionale giapponese. L'England A si impone in entrambe le partite con i punteggi di 37-10 e 55-20, vincendo la serie.
Nell'estate 2016 l'England Saxons si reca in tour in Sudafrica per disputare una serie di due match contro il Sudafrica A. Nel mese di giugno la selezione inglese si impone al Toyota Stadium di Bloemfontein col punteggio di 32-14, per poi ripetersi all'Outeniqua Park della città di George per 29-26, aggiudicandosi la serie.

## Concezione
Sino al 1992, la seconda squadra nazionale inglese era conosciuta come England B (in italiano: Inghilterra B). Nel 1992 secondo il nuovo standard internazionale, venne rinominata England A (in italiano: Inghilterra A).
Nel nuovo secolo la Rugby Football Union decise di dare alla squadra un nome più attraente e commercialmente sfruttabile.
Il nome England Saxons (in italiano: Sassoni d'Inghilterra o Anglosassoni) divenne ufficiale nel 2006, in vista della Churchill Cup 2006, preferito ad altri nomi come “England Aces” e “England Bloods”.
I Saxons sono considerati dalla RFU come parte integrante nel processo di sviluppo dei giocatori.
Il futuro successo del rugby in Inghilterra, dipende nel senso più vasto, dai secondi 15 migliori giocatori.
I Saxons potranno crescere e diventere giocatori con le basi per prestazioni da contesto internazionale e poter dimostrare di poter crescere quando richiesto”»
(Andy Robinson - C.T. Inghilterra, 18 maggio 2006)
I match dei Saxons non vengono riconosciuti dalla Federazione inglese ai giocatori selezionati come presenze ufficiali, cap o full international.

## Palmarès
- Churchill Cup: 6
2003, 2005, 2007, 2008, 2010, 2011